# Metello Bichi
Metello Bichi (né en 1541 à Sienne, dans l'actuelle Toscane, alors capitale de la république de Sienne et mort le 14 juin 1619 à Macerata) est un cardinal italien de l'Église catholique de la XVIIe siècle, nommé par le pape Paul V. Il est l'oncle du cardinal Alexandre Bichi (1633). D'autres cardinaux de sa famille sont Antonio Bichi (1657), Carlo Bichi (1690) et Vincenzo Bichi (1731).

## Biographie
Metello Bichi est nommé évêque de Sovana en 1596. Il est abbé de S. Maria de Crespino, abbé de S. Fortunato et chanoine à la basilique Saint-Pierre.
Le pape Paul V le crée cardinal lors du consistoire du 7 août 1611. Le cardinal Bichi est promu à l'archidiocèse de Sienne en 1612.